# Atsuhito Kazuno
Atsuhito Kazuno (数野篤人?, Kazuno Atsuhito; Kōfu, 1954) è un ex calciatore giapponese.

## Carriera
Laureato in educazione fisica all'università del Giappone, nel 1975 passò al Kofu Club dopo aver militato nella squadra dell'ateneo. Nel 1978 vinse il titolo di capocannoniere della Japan Soccer League Division 2.

## Palmarès
- Capocannoniere della Japan Soccer League Division 2: 1 volte